# 增壓泵
增压泵是可以增加流体压强的机器。該機器可以用于增加液体或气体的壓強，但具體的结构细节将根据流体的類型而有所不同。例如气体增压机类似于气体压缩机，通用的气体增压机是比较简单的机构，通常只有一级压缩，用于增加已经高于环境壓強的气体的壓強以及输送高压气体。